# Sulla rotta di Cristoforo Colombo
Sulla rotta di Cristoforo Colombo è una canzone di Lucio Dalla con testo di Edoardo De Angelis.

## Testo e significato
Numerose canzoni di Lucio Dalla hanno come tema quello del mare: il mare che diventa una metafora del proprio rapporto con la vita. 
Sulla rotta di Cristoforo Colombo è certamente una di queste.
I miei sogni in riva al mare

(...)

Sulla rotta di Cristoforo Colombo

Io volevo andare via

Per scoprire un nuovo mondo ai confini del mio mare 

E scordare casa mia»
(Lucio Dalla - Sulla rotta di Cristoforo Colombo)
Il protagonista del brano è un marinaio che racconta la sua storia: da giovane voleva avventurarsi nel mondo. A cercare qualcosa e a trovarne un'altra, magari migliore.
Ma il padre un giorno, mentre pescavano, lo convinse a non intraprendere quella strada, a rinunciare all'avventura e a rassegnarsi. 
Questa rete è la tua vita, manda a fondo tutti i sogni

Come un giorno ho fatto io»
Il marinaio rinunciò ai suoi sogni e li visse solo nell’immaginazione. La rotta di Cristoforo Colombo rimane quindi una fantasiosa evasione, un sogno di chi sa che tornerà ogni sera nello stesso porto, guardando gli altri partire, sparire e vivere la loro vita, per davvero.